# Antonín Vokoun
Antonín Jan Václav Vokoun rytíř z Vokounsteina (8. března 1691, Bezno – 7. února 1757, Praha) byl český římskokatolický duchovní, od roku 1748 pomocný biskup pražský a titulární biskup kalinicenský.

## Život
Jako pětidenního jej pokřtil jeho strýc Jan Matěj Vokoun, farář v Bezně, jemuž Antonínovy rodiče Václav a Lidmila Vokounovi vedli domácnost. Antonín Vokoun studoval v letech 1701 až 1703 na piaristickém gymnáziu v Kosmonosech a univerzitní vzdělání získal na pražské univerzitě. Filosofická studia dokončil roku 1709, teologická v roce 1714, kdy rovněž získal doktorát teologie. Poté začal pracovat jako vychovatel v rodině dvorního rady Freye z Freyenfelsu ve Vídni a v tamější katedrále sv. Štěpána také 6. dubna 1715 přijal kněžské svěcení. Od roku 1716 působil jako český kazatel v Leopoldstadtu u Vídně.
V roce 1719 se stal děkanem ve Vodňanech a roku 1723 také okrskovým vikářem vikariátu v jihovýchodní části Prácheňského kraje, nově nazývaného vodňanským, jejž spravoval od června 1722 jako jeho administrátor. Zasloužil se o obnovu vodňanského kostela Narození Panny Marie a tamního děkanství po velkém požáru města, k němuž došlo 27. května 1722. V březnu 1723 se spolu s Janem Václavem Xaverem Freyem z Freyenfelsu vydal do Itálie a navštívil také Řím a Loreto. Roku 1735 byl ustanoven asesorem arcibiskupské konzistoře a v březnu 1737 jejím kancléřem. V květnu 1738 se stal kanovníkem pražské metropolitní kapituly, o což již dříve opakovaně usiloval, a rezignoval na svůj děkanský úřad. Od 13. července 1744 až do své smrti působil také jako generální vikář pražské arcidiecéze. Dne 1. října 1748 byl jmenován pomocným biskupem pražským a titulárním biskupem kalinicenským. Marie Terezie jej spolu s jeho synovci povýšila do šlechtického stavu.
Byl znám jako milovník hudby, aktivní hudebník i sběratel hudebních nástrojů a partitur, které všechny odkázal pražské katedrále.

## Dílo
- Pulchri gressus in calceamentis Filiae Principis: Pulchri gressus in laceramentis Filii Comitis. A nebo: Roztrhaný Ssat S. Bernarda Slawně se stkwěgjcý, A Cýrkew Swatau nad mjru ozdobugjcý (1. vydání), Jan Karel Hraba, Praha 1731
- Pulchri gressus in calceamentis Filiae Principis: Pulchri gressus in laceramentis Filii Comitis. A nebo: Roztrhaný Ssat S. Bernarda Slawně se stkwěgjcý, A Cýrkew Swatau nad mjru ozdobugjcý (2. vydání), František Karel Hladký, Praha 1754